# Bengt Mårtenssons ätt
Bengt Mårtenssons ätt var en svensk medeltida frälseätt.
Bengt Mårtensson var hövitsman på Raseborgs slott åtminstone från 1437 till 1442. 1448 vikarierade han Sune Sunesson som lagman i Norrfinne lagsaga. Han dog senast 1456. Han var gift med Valborg Sunedotter, dotter till lagmannen och riksrådet Sune Sunesson (Ille). Deras barn var Hans, Mårten och Ingrid. Han förde en Uggla i sitt vapen.
Hans son Hans Bengtsson var häradshövding i Hattula hd i Tavastland 1454-1482. Hans sätesgård var Mervis i Hattula. Han dog tidigast 1483. I sitt vapen förde han två sparrar mellan mot varandra vända fåglar.
Hans son Mårten Bengtsson var frälsesyneman i Hauho socken i Tavastland.